# Stibabenzol
Stibabenzol ist eine aromatische organische Verbindung. Strukturell leitet sie sich vom Benzol ab, indem eine CH-Gruppe durch ein Antimonatom ersetzt wird. Die Verbindung steht in einer Reihe mit anderen Verbindungen, bei denen jeweils eine CH-Gruppe des Benzols gegen ein Atom eines Gruppe-15-Elements ausgetauscht ist. Die anderen Vertreter dieser Reihe sind das Pyridin, das Phosphabenzol, das Arsabenzol und das Bismabenzol.

## Herstellung
Stibabenzol kann ausgehend von 1,4-Pentadiin hergestellt werden. Dieses wird mit Dibutylzinnhydrid umgesetzt, wodurch ein zunächst noch nicht aromatischer Ring erhalten wird. Durch Umsetzung mit Antimon(III)-chlorid kann das Zinnatom gegen ein Antimonatom ausgetauscht werden. Die Aromatisierung erfolgt durch Eliminierung von Chlorwasserstoff aus der Zwischenverbindung mittels Diazabicyclononen.

## Eigenschaften und Reaktionen
Im Vergleich zu den analogen Verbindungen mit leichteren Gruppe-15-Elementen ist das Stibabenzol deutlich verzerrt (siehe auch Abbildung mit vergleichender Darstellung) und weist eine erheblich geringere aromatische Stabilisierung auf.
Stibabenzol lässt sich leicht oxidieren und polymerisiert außerdem leicht.